# Bob vid olympiska vinterspelen 2018
Bob vid olympiska vinterspelen 2018 arrangerades i Alpensia isbanecenter i Pyeongchang i Sydkorea. Totalt avgjordes 3 grenar.

## Medaljsammanfattning
| Gren                           | Guld                                                                               | Guld                                                                               | Silver | Silver | Brons                                    | Brons                                    |
| ------------------------------ | ---------------------------------------------------------------------------------- | ---------------------------------------------------------------------------------- | --- | --- | ---------------------------------------- | ---------------------------------------- |
| Damernas tvåmanna Detaljer...  | Tyskland Mariama Jamanka Lisa Buckwitz                                             | Tyskland Mariama Jamanka Lisa Buckwitz                                             | USA Elana Meyers Taylor Lauren Gibbs                                                                                           | USA Elana Meyers Taylor Lauren Gibbs                                                                                           | Kanada Kaillie Humphries Phylicia George | Kanada Kaillie Humphries Phylicia George |
| Herrarnas tvåmanna Detaljer... | Kanada Justin Kripps Alexander Kopacz Tyskland Francesco Friedrich Thorsten Margis | Kanada Justin Kripps Alexander Kopacz Tyskland Francesco Friedrich Thorsten Margis | | | Lettland Oskars Melbārdis Jānis Strenga  | Lettland Oskars Melbārdis Jānis Strenga  |
| Herrarnas fyrmanna Detaljer... | Tyskland Francesco Friedrich Candy Bauer Martin Grothkopp Thorsten Margis          | Tyskland Francesco Friedrich Candy Bauer Martin Grothkopp Thorsten Margis          | Sydkorea Won Yun-jong Jun Jung-lin Seo Young-woo Kim Dong-hyun Tyskland Nico Walther Kevin Kuske Alexander Rödiger Eric Franke | Sydkorea Won Yun-jong Jun Jung-lin Seo Young-woo Kim Dong-hyun Tyskland Nico Walther Kevin Kuske Alexander Rödiger Eric Franke |                                          |                                          |

## Medaljtabell
| Pl. | Nation   | Guld | Silver | Brons | Totalt |
| --- | -------- | ---- | ------ | ----- | ------ |
| 1   | Tyskland | 3    | 1      | 0     | 3      |
| 2   | Kanada   | 1    | 0      | 1     | 1      |
| 3   | Sydkorea | 0    | 1      | 0     | 1      |
| 3   | USA      | 0    | 1      | 0     | 1      |
| 5   | Lettland | 0    | 0      | 1     | 1      |
|     | Totalt   | 4    | 3      | 2     | 9      |

### Fotnoter
1. ↑  ”Bobsleigh” (på engelska). Pyeongchang 2018 Sport. Arkiverad från originalet den 18 maj 2017. https://web.archive.org/web/20170518082840/https://www.pyeongchang2018.com/en/olympicstory/sports/sliding/bobsleigh/view. Läst 1 maj 2017.
2. ↑  Bobsleigh - Women. pyeongchang2018.com. Läst 21 februari 2018.
3. ↑  Bobsleigh - 2-man. pyeongchang2018.com. Läst 19 februari 2018.
4. ↑  Bobsleigh - 4-man. pyeongchang2018.com. Läst 25 februari 2018.